# Liste der Monuments historiques in Igny-Comblizy
Die Liste der Monuments historiques in Igny-Comblizy führt die Monuments historiques in der französischen Gemeinde Igny-Comblizy auf.

## Liste der Objekte
| Bezeichnung                                        | Beschreibung                                                  | Standort                                      | Kennzeichnung | Schutzstatus | Datum | Bild |
| -------------------------------------------------- | ------------------------------------------------------------- | --------------------------------------------- | ------------- | ------------ | ----- | ---- |
| Taufbecken                                         | Marmor, Kupferdeckel, 18. Jahrhundert                         | Comblizy, in der Kirche St-Martin (Lage)      | PM51002988    | Inscrit      | 1980  |      |
| Skulpturengruppe Mantelteilung des heiligen Martin | Holz, 16. Jahrhundert                                         | Comblizy, in der Kirche St-Martin (Lage)      | PM51000300    | Classé       | 1962  |      |
| Gemälde Mariä Himmelfahrt                          | Ölfarbe auf Leinwand, 1830                                    | Comblizy, in der Kirche St-Martin (Lage)      | PM51002989    | Inscrit      | 1980  |      |
| Pietà                                              | Holz, 16. Jahrhundert                                         | Comblizy, in der Kirche St-Martin (Lage)      | PM51002986    | Inscrit      | 1980  |      |
| Zwei Kronleuchter                                  | Kristallglas, Kupfer, 18. Jahrhundert                         | Comblizy, in der Kirche St-Martin (Lage)      | PM51002990    | Inscrit      | 1980  |      |
| Skulptur Heiliger Loïc, ein Buch haltend           | Holz, farbig gefasst, 16. Jahrhundert                         | Ingy-le-Jard, in der Kirche St-Nicolas (Lage) | PM51000491    | Classé       | 1980  |      |
| Hauptaltar                                         | Altartisch und Retabel; Holz, farbig gefasst, 18. Jahrhundert | Ingy-le-Jard, in der Kirche St-Nicolas (Lage) | PM51000493    | Classé       | 1980  |      |
| Kruzifix                                           | Holz, 19. Jahrhundert                                         | Comblizy, in der Kirche St-Martin (Lage)      | PM51002985    | Inscrit      | 1980  |      |
| Gemälde Heiliger Nikolaus als Retter aus Seenot    | Ölfarbe auf Leinwand, 19. Jahrhundert                         | Comblizy, in der Kirche St-Martin (Lage)      | PM51002991    | Inscrit      | 1980  |      |
| Skulptur Heilige Barbara                           | Holz, 16. Jahrhundert                                         | Ingy-le-Jard, in der Kirche St-Nicolas (Lage) | PM51000492    | Classé       | 1980  |      |
| Kommuniontisch                                     | Gusseisen, 19. Jahrhundert                                    | Ingy-le-Jard, in der Kirche St-Nicolas (Lage) | PM51000494    | Classé       | 1980  |      |
| Gemälde Pietà                                      | Ölfarbe auf Leinwand, 1830                                    | Comblizy, in der Kirche St-Martin (Lage)      | PM51002987    | Inscrit      | 1980  |      |
| Skulptur Heiliger Sebastian                        | Holz, 17. Jahrhundert                                         | Comblizy, in der Kirche St-Martin (Lage)      | PM51002992    | Inscrit      | 1980  |      |